# Bình Lãnh
Bình Lãnh is een xã in het district Thăng Bình, een van de districten in de Vietnamese provincie Quảng Nam. Bình Lãnh heeft ruim 6500 inwoners op een oppervlakte van 19,23 km².

## Geografie en topografie
Bình Lãnh ligt in het westen van de huyện Thăng Bình en grenst hier aan de districten Tiên Phước, Hiệp Đức en Quế Sơn. De aangrenzende xã in Tiên Phước is Tiên Sơn. De aangrenzende xã in Hiệp Đức is Bình Lâm. De aangrenzende xã's in Quế Sơn zijn Quế Minh en Quế Châu. De aangrenzende xã in Thăng Bình is Bình Trị.

## Verkeer en vervoer
Een van de belangrijkste verkeersaders is de quốc lộ 14E. Deze ruim 70 kilometer lange quốc lộ van Phước Xuân naar Hà Lam sluit in Hà Lam op de quốc lộ 1A. De weg is een afgeleide van de quốc lộ 14.